# Wally Haacke

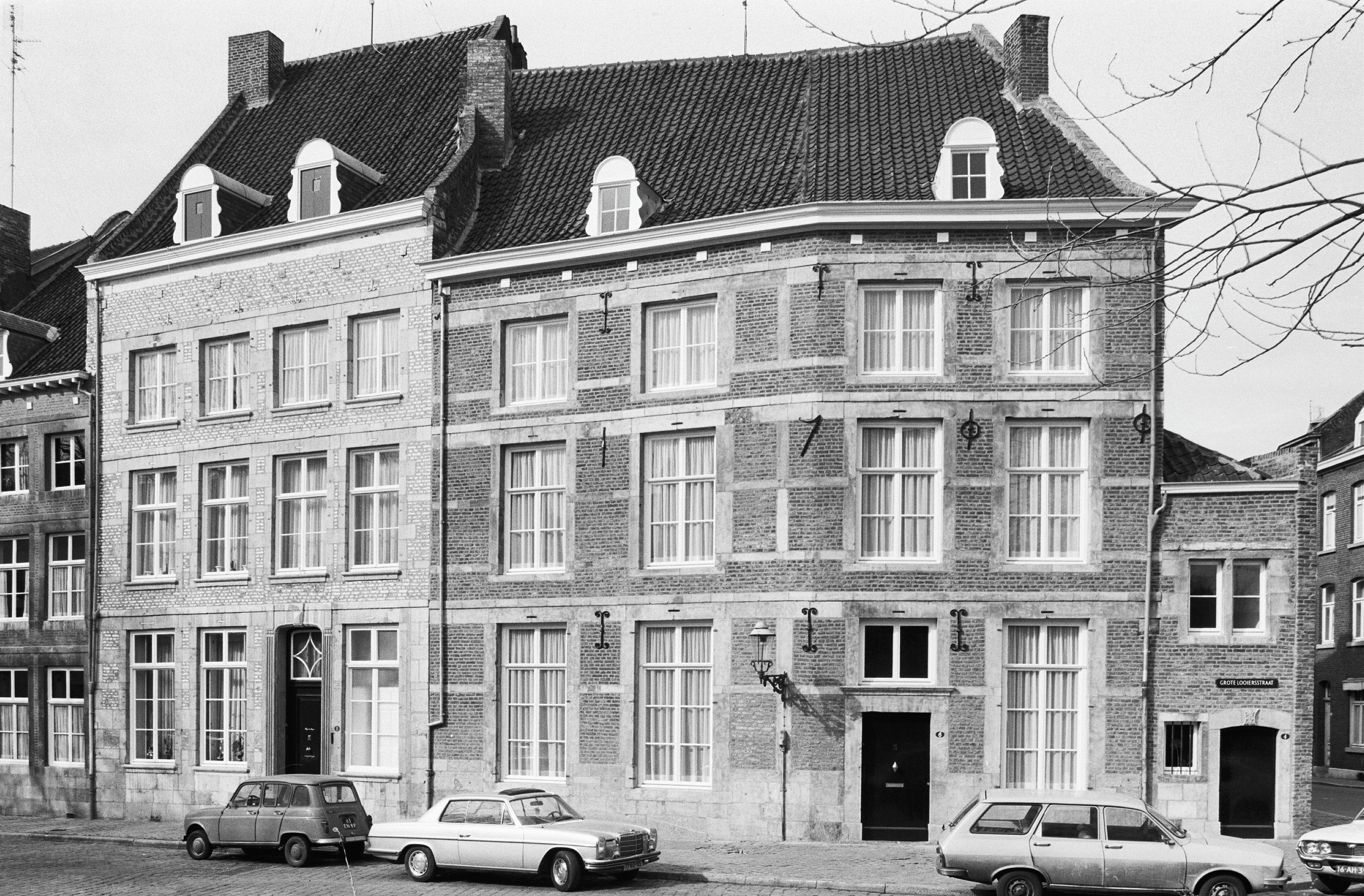
Grote Looierstraat 6 (met knik in de gevel) in 1978

Wally Haacke (Dresden, 5 januari 1889 – vermoedelijk Maastricht, 1973) was een Nederlands choreograaf van Duitse komaf.
Ze was dochter van Anna Maria Hubertina Deckers en Johann Kaspar Haacke. Zelf was ze getrouwd met ingenieur Fritz Hope.
Ze wilde zelf al vroeg gaan werken binnen de kunsten; haar grootvader stak daar een stokje voor; ze moest eerst een opleiding tot onderwijzeres/lerares afronden. Ze kreeg haar  opleiding van danser Paul Mürich (balletmeester aan het hof) in Berlijn. Daarna volgden cursussen in Frankfurt am Main (ritmische gymnastiek) en Aken (kunstgeschiedenis en schilderkunst). Ze opende in die laatste stad haar eigen opleiding; ze pionierde binnen de vrije dans en danste in het stadtheater van Aken.
Haar naam dook voor het eerst in de Nederlandse pers op in 1933, ze was aangesteld als danslerares aan een nieuwe afdeling ritmische gymnastiek van de Muziekschool Heerlen. In het eerste seizoen van de cursus bedroeg het aantal deelnemers direct 53. Deze overstap was geen toeval, ze zag de ontwikkelingen binnen Nazi-Duitsland met argusogen aan en vluchtte. Met haar klas gaf ze wel voorstellingen in en om Heerlen. Het mondde uit in een uitbreiding richting balletopleiding. Even later kreeg ze voet aan de grond bij het Conservatorium van Maastricht met de haar omringde muziekinstituten en volgden er uitvoeringen met het Stedelijk Orkest Maastricht. Dat groeide langzaam uit tot het verzorgen van balletten bij opera’s en operettes. Ze bleef zelf grotendeels op de achtergrond. Pas in 1958 kwamen meer bijzonderheden over haar leven in de openbaarheid. Ze verzorgde toen de balletten bij de Zuid Nederlandse Opera.
Als belangrijke leerlingen werden genoemd, de Noorse danseres Edith Reichwald (wel slachtoffer van het Nazi-Regime) en Marie-Rose Bastiaens. Ze bleef tot op late leeftijd lesgeven, meest aan haar eigen Balletschool met vestigingen in Heerlen en Maastricht. In 1957 had ze zitting in de "Commissie van advies voor de instelling van staatsexamens op het gebied van de danskunst".
In voorjaar 1973 werd ze in haar woning door Ruud Tax gefotografeerd; ze leefde teruggetrokken met circa 25 katten.  In de (na-)zomer overleed ze. In november 1973 werd een herdenkingsprogramma opgetuigd; berichten daarover meldden “onlangs overleden”.
Ze woonde jarenlang aan de Grote Looiersstraat 6 in Maastricht.
Ze werd begraven op de Ostfriedhof in Aken, waar haar man in 1951 begraven werd.